# Albrecht Kossel
Ludwig Karl Martin Leonhard Albrecht Kossel (Rostock, 16 settembre 1853 – Heidelberg, 5 luglio 1927) è stato un medico, chimico e fisiologo tedesco.

## Biografia
Figlio di un console prussiano, Albrecht, e di Clara, nel 1872 si trasferì a Strasburgo per intraprendere gli studi di medicina nell'omonima università. Ebbe come insegnanti Anton de Bary, Adolf von Baeyer e Felix Hoppe-Seyler, acquisendo la laurea nel 1878 all'Università di Rostock.
Trasferitosi per insegnare a Berlino, successivamente a Marburgo ed infine a Heidelberg, dove morì, incentrò i suoi studi sui processi biochimici delle proteine, ed in particolare sui derivati dell'acido nucleico e sulla formazione dell'urea, conquistando per queste ricerche il Premio Nobel nel 1910.